# Бергмарк, Никлас
Никлас Нильс Эрикссон Бергмарк (швед. Niclas Nils Eriksson Bergmark; род. 7 января 2002) — шведский футболист, защитник клуба «Эребру».

## Клубная карьера
Является воспитанником клуба «Эребру», в котором прошёл путь от детских и юношеских команд до основной. В 2019 году стал привлекаться к тренировкам с основной командой. 6 июля впервые попал в заявку команды на матч чемпионата Швеции против «Мальмё», но на поле не появился. 21 сентября в гостевой встрече с «Норрчёпингом» Бергмарк дебютировал в Аллсвенскане. На 71-й минуте он появился на поле вместо Ясера Касима.

## Карьера в сборной
Выступал за юношескую сборную Швеции. В её составе дебютировал 18 мая 2018 года в товарищеской встрече с Ирландией. Бергмарк вошёл в игру на 55-й минуте, заменив Нильса Бертильссона.

## Личная жизнь
Дед Никласа — Урвар Бергмарк, также был футболистом, серебряный призёр чемпионата мира 1958 года, был главным тренером национальной сборной Швеции.

## Клубная статистика
| Выступление      | Выступление      | Выступление      | Лига | Лига | Кубки | Кубки | Конт. кубки | Конт. кубки | Другое | Другое | Итого | Итого |
| Клуб             | Лига             | Сезон            | Игры | Голы | Игры  | Голы  | Игры        | Голы        | Игры   | Голы   | Игры  | Голы  |
| ---------------- | ---------------- | ---------------- | ---- | ---- | ----- | ----- | ----------- | ----------- | ------ | ------ | ----- | ----- |
| Эребру           | Аллсвенскан      | 2019             | 7    | 0    | 0     | 0     | 0           | 0           | 0      | 0      | 7     | 0     |
| Эребру           | Аллсвенскан      | 2020             | 2    | 0    | 0     | 0     | 0           | 0           | 0      | 0      | 2     | 0     |
| Эребру           | Аллсвенскан      | 2021             | 2    | 0    | 0     | 0     | 0           | 0           | 0      | 0      | 2     | 0     |
| Эребру           | Итого            | Итого            | 11   | 0    | 0     | 0     | 0           | 0           | 0      | 0      | 11    | 0     |
| Всего за карьеру | Всего за карьеру | Всего за карьеру | 11   | 0    | 0     | 0     | 0           | 0           | 0      | 0      | 11    | 0     |